# 半山壹號

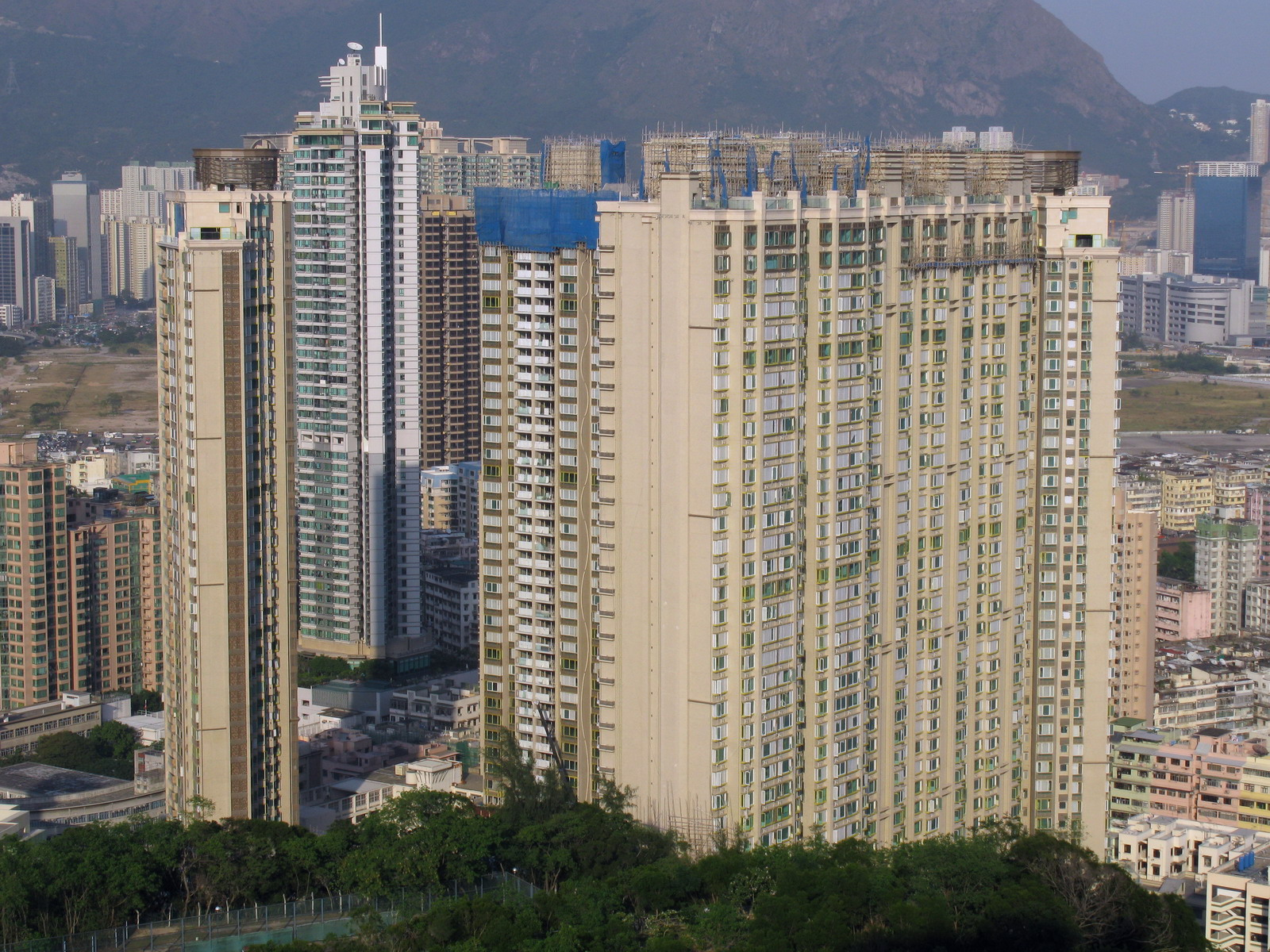
建築中的半山壹號（2008年11月），後方最高大廈為農圃道18號

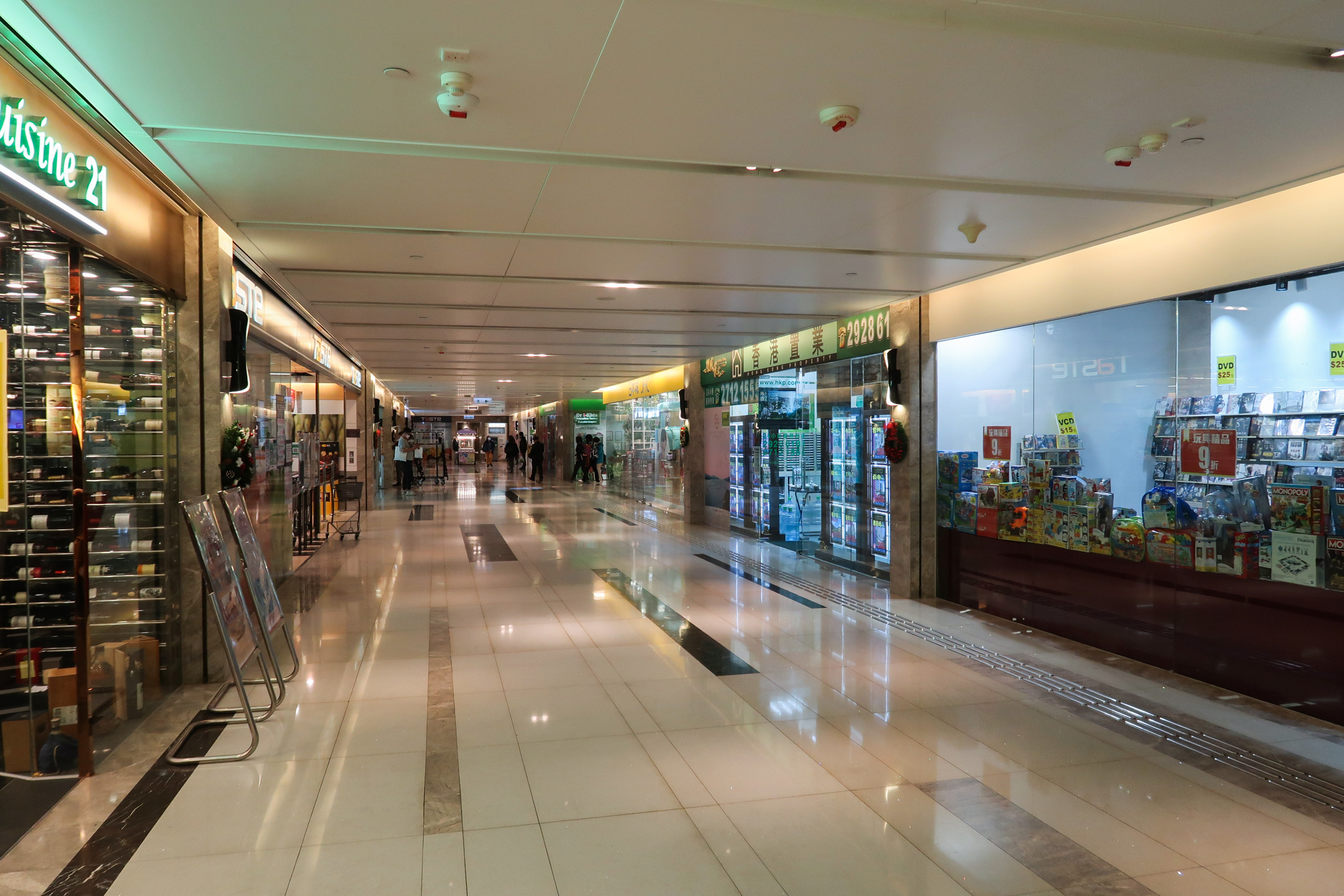
地面設商場“壹號名薈”，佔地9萬方呎

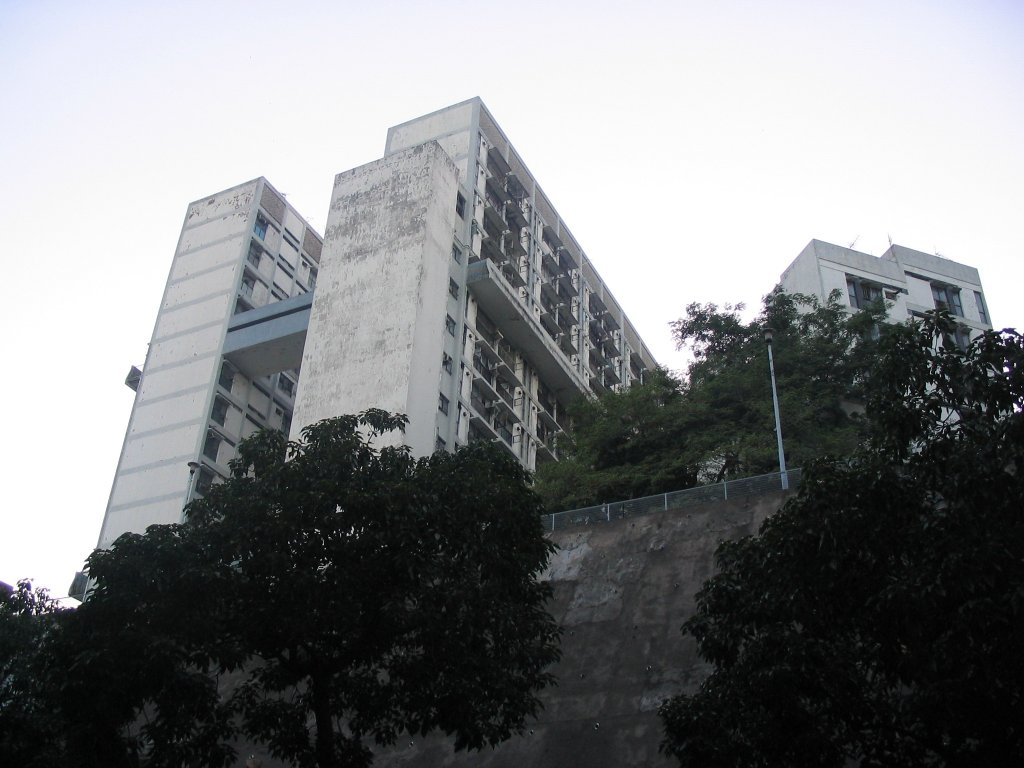
半山壹號重建前為天光道警察宿舍

半山壹號（英語：Celestial Heights），是位於香港九龍土瓜灣靠背壟常盛街80號一個大型私人住宅，前身是天光道警察宿舍，由長江實業及南豐集團合作，分一及二期發展，其中第二期命名為富甲半山。地皮由勾地拍賣所得，於2004年10月12日以港幣94.2億元成交，為當時香港第二高賣地成交價，僅次於藍灣半島的118.2億元。該屋苑於2006年中開始興建，2009年6月起入伙。承判商是保華建築營造，預製組件由預力剛混凝土製品（香港）有限公司建造，多項工程由「天和工程有限公司」承建。項目鄰近香港建築扎鐵商會會址，2007年香港紮鐵工人罷工爭取加薪事件中，半山壹號成為是次工潮的的集中地。

## 住宅
半山壹號前稱歌珀山屋苑分兩期發展，合共建有26座分層住宅及7座洋房，共提供938伙單位。標準單位建築/實用面積1,440/1,107至2,600/1,975方呎的三房及四房大宅，其中一期的分層住宅以一層一伙設計，單位可享兩邊景；二期富甲半山則則於2010年入伙，為一層三伙。
而洋房樓高3層，提供四房單位，並設私家花園、天台及車庫。面積逾6,000方呎。其中1號屋面積最大，總面積逾8,000方呎。

## 會所
住客會所以酒店式設計，設施包括室內外泳池、健身室、按摩室、音樂室及卡拉OK室等。

## 商場
半山壹號向靠背壟道的基座設有一層高的商場，命名為“壹號名薈”，佔地9萬方呎，著名租戶包括Taste超級市場、尚宴21、日本城及優質乾洗店、足君好、Natural Home、Footspot、生活提案、中原地產、美聯地產、利嘉閣地產、香港置業地產、美心MX快餐店、美心西餅、智趣小博士教育中心及現代小學士等。

## 名人業主
- 藝人陳法拉
- 藝人張繼聰
- 藝人謝安琪
- 藝人楊怡
- 藝人王晶
- 藝人Ckrystin
- 周融
- 陳珮珊
- 鄭威濤
- 謝炳順
- 鄧炳強
- 李慧琼

## 鄰近
- 新亞中學
- 常盛街
- 天光道
- 鄧鏡波學校
- 落山道
- 樂民新村
- 都會151
- 協恩中學

## 建築圖集

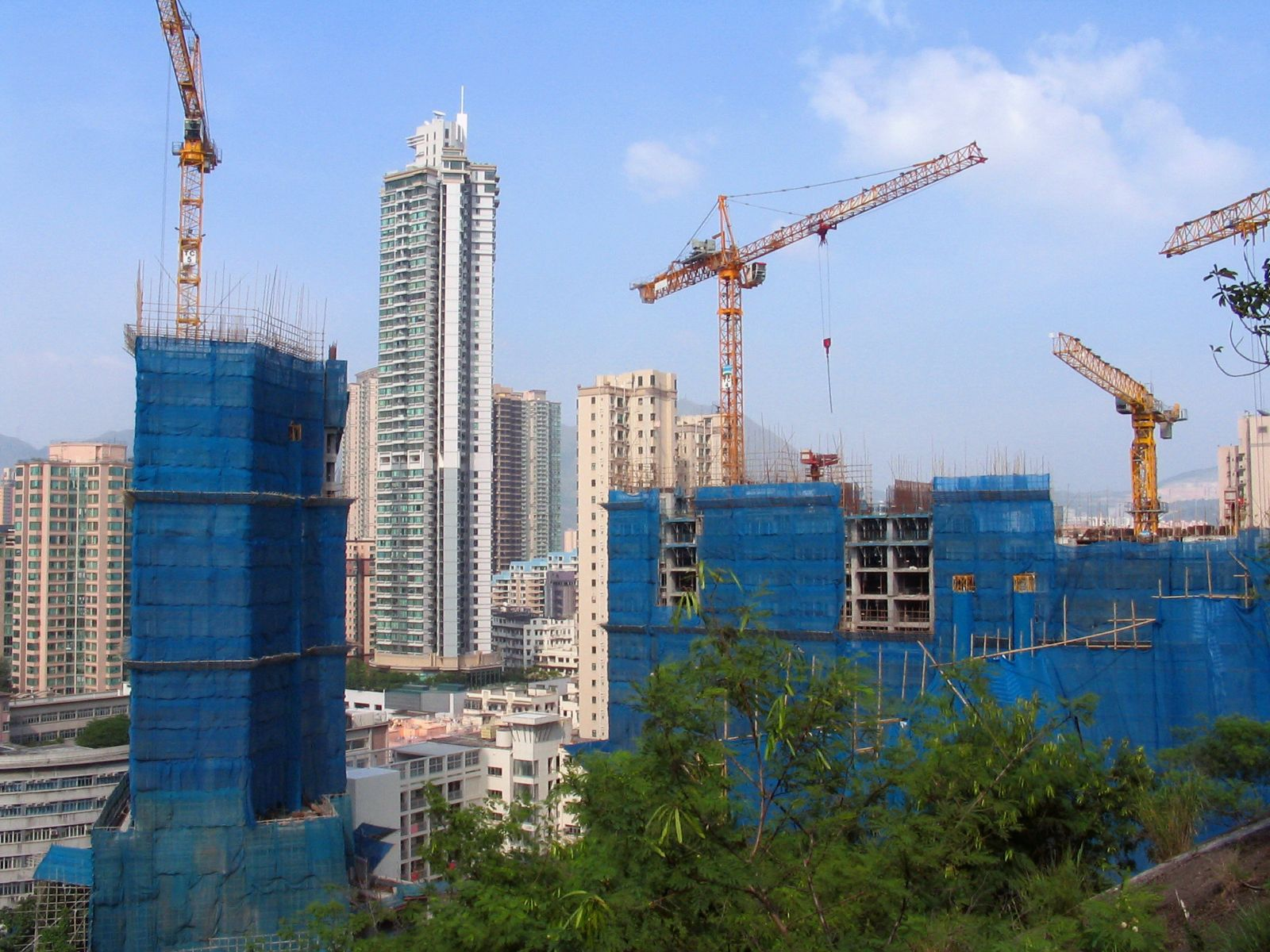
建築中的半山壹號（2007年9月）
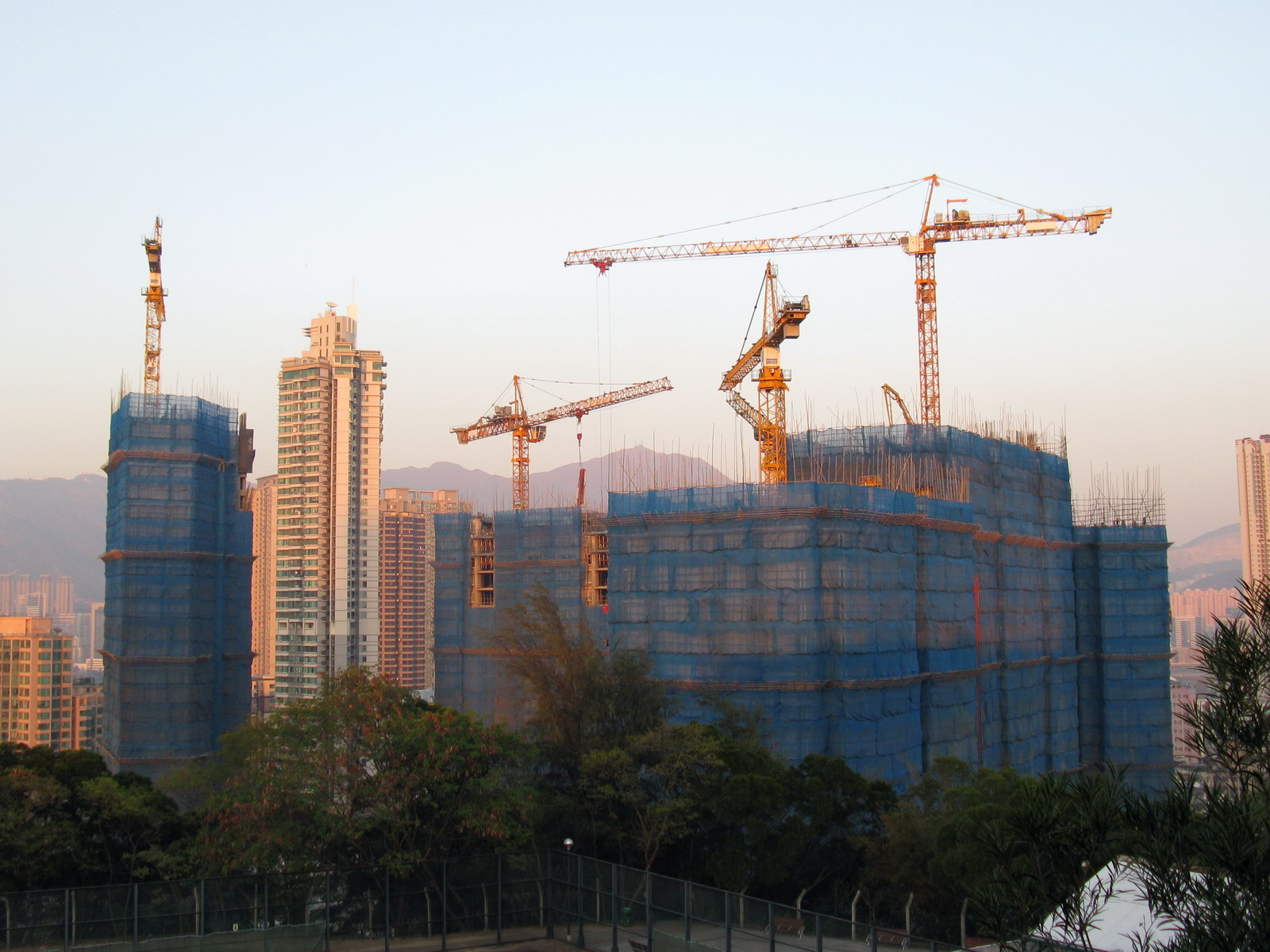
建築中的半山壹號（2007年11月）
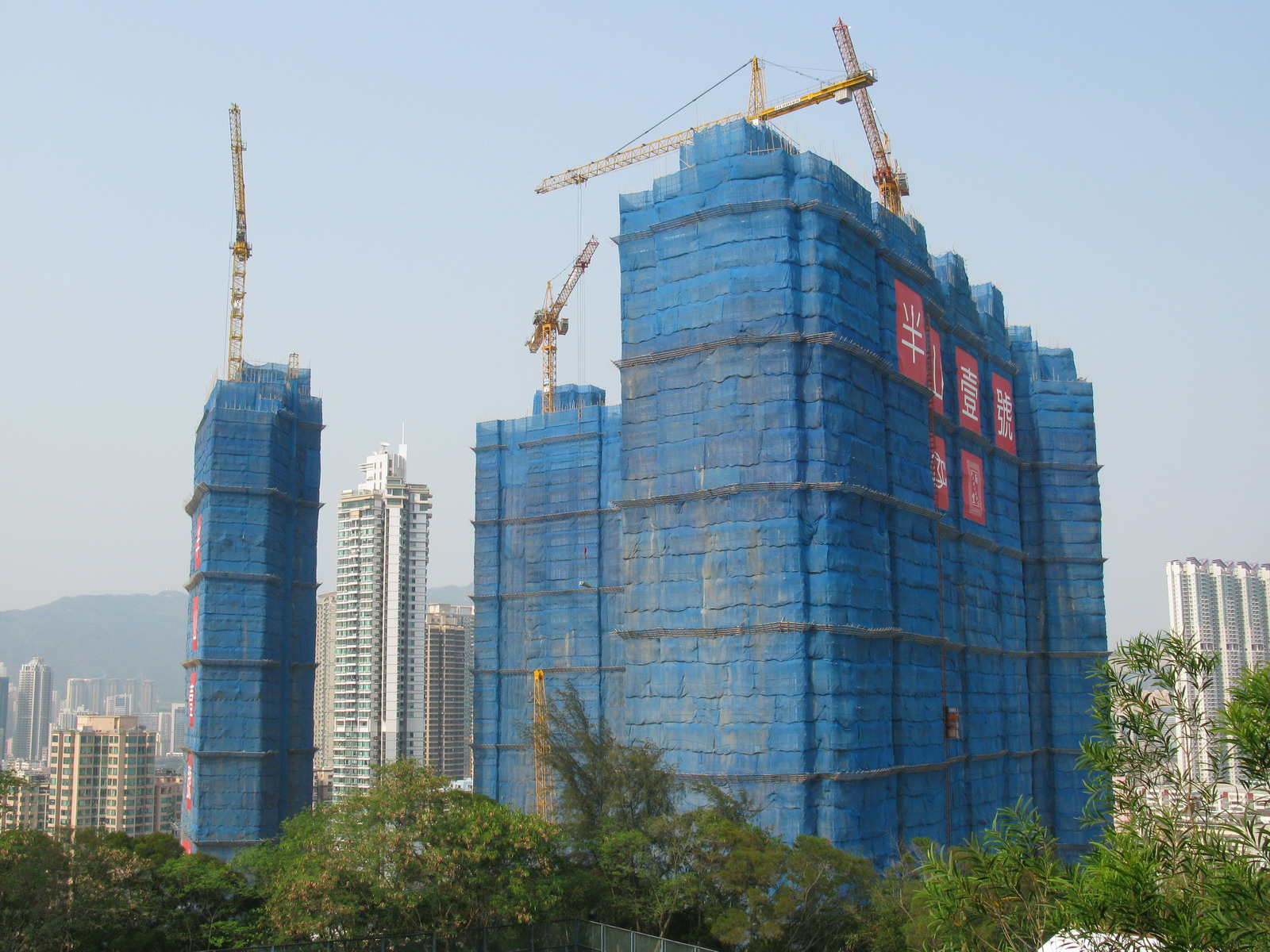
建築中的半山壹號（2008年5月）

## 外部連結
- 半山壹號100業主聲討長實以豪宅價出售劣質樓
- 有線寬頻︰長實半山壹號4個廁所3個漏水[]
- 半山壹號第2期名為富甲半山[永久]
- 半山壹號官方網站（页面存档备份，存于）

22°19′09″N 114°11′05″E / 22.31927°N 114.18477°E